# Moderní gymnastika na Letních olympijských hrách 2024
Soutěže v moderní gymnastice na Letních olympijských hrách 2024 se budou konat od 8. do 10. srpna 2024 v Arena Alice-Milliat v Paříži.

## Medailistky
| Soutěž        | Zlato                                                                             | Stříbro                                                                                      | Bronz                                                                                                  |
| ------------- | --------------------------------------------------------------------------------- | -------------------------------------------------------------------------------------------- | --- |
| jednotlivkyně | Darja Varfolomeevová · Německo (GER)                                              | Borjana Kalejnová · Bulharsko (BUL)                                                          | Sofia Raffaeliová · Itálie (ITA)                                                                       |
| družstva      | Čína (KOR) · Guo Qiqi · Hao Ting · Huang Zhangjiayang · Wang Lanjing · Ding Xinyi | Izrael (KOR) · Ofir Shaham · Diana Svertsov · Adar Friedmann · Romi Paritzki · Shani Bakanov | Itálie (KOR) · Alessia Maurelli · Martina Centofanti · Agnese Duranti · Daniela Mogurean · Laura Paris |

## Přehled medailí
| Pořadí | Země      | Zlato | Stříbro | Bronz | Celkově |
| ------ | --------- | ----- | ------- | ----- | ------- |
| 1      | Čína      | 1     | 0       | 0     | 1       |
| 2      | Německo   | 1     | 0       | 0     | 1       |
| 3      | Bulharsko | 0     | 1       | 0     | 1       |
| 4      | Izrael    | 0     | 1       | 0     | 1       |
| 5      | Itálie    | 0     | 0       | 2     | 2       |
| celkem | celkem    | 2     | 2       | 2     | 6       |